# Buenavista Uno, Coxquihui
Buenavista Uno är en ort i Mexiko.   Den ligger i kommunen Coxquihui och delstaten Veracruz, i den sydöstra delen av landet, 180 km nordost om huvudstaden Mexico City. Buenavista Uno ligger 361 meter över havet och antalet invånare är 263.
Terrängen runt Buenavista Uno är kuperad åt sydväst, men åt nordost är den platt. Runt Buenavista Uno är det tätbefolkat, med 356 invånare per kvadratkilometer. Närmaste större samhälle är Olintla, 12,2 km sydväst om Buenavista Uno. Omgivningarna runt Buenavista Uno är en mosaik av jordbruksmark och naturlig växtlighet.